# Mattoon, Illinois
Mattoon är en stad i Coles County i den amerikanska delstaten Illinois med en yta av 24 km² och en folkmängd, som uppgår till 18 291 invånare (2000).

## Kända personer från Mattoon
- Thomas Chrowder Chamberlin, geolog
- Otis F. Glenn, politiker, senator 1928-1933
- Joe Knollenberg, politiker, kongressledamot 1993-2009